# NGC 4212
NGC 4212 هي مجرة تتبع كوكبة الهلبة. اكتشفها ويليام هيرشل في 8 أبريل 1784.

## روابط خارجية
- NGC 4212 على موقع ويكي سكاي: DSS2, SDSS, GALEX, IRAS, Hydrogen α, X-Ray, Astrophoto, Sky Map, Articles and images